# Менционе, Леопольд
Леопольд Дженарович Менционе (итал. Leopoldo Menzione) — одесский скульптор и камнерез итальянского происхождения.
Работал в Одессе с 1872 года, отделения фирмы Менционе, занятой работами по мрамору, располагались также в Елисаветграде и Севастополе. Старшина мраморного цеха одесской общей ремесленной управы. Соавтор памятника Екатерине Второй и основателям Одессы на Екатерининской площади (1894—1900). Одновременно работал, также с соавторами, над оформлением здания Новой биржи (ныне Одесская государственная филармония). Автор мраморного навершия над ракой Иова Почаевского в Почаевской лавре (1889).
Действительный член Одесского отделения Императорского Русского технического общества (по горному отделу, 1887).